# Rommerich
Das Naturschutzgebiet Rommerich liegt im Gebiet von Roetgen in Nordrhein-Westfalen.

## Beschreibung
Hier ist ein weitgehend naturnaher Bachlauf der von einem schmalen Erlenbestand gesäumt ist. Das anschließende Weideland wird intensiv genutzt. Im Westen befindet sich ein naturnaher Teich mit Seggenreidern.

## Schutzzweck
Geschützt werden sollen die Lebensräume für viele nach der Roten Liste gefährdete Pflanzen, Pilze und Tiere in NRW.
Die Ziele sind die Erhaltung und die Entwicklung folgender natürlicher Lebensräume gemäß Anhang I der FFH-Richtlinie:
Diese zu schützenden Biotoptypen sind in diesem Gebiet anzutreffen: Quellen, Nass- und Feuchtgrünland, naturnahe und unverbaute Bachabschnitte.